# انتخابات شهرداری‌های هلند (۲۰۱۸)

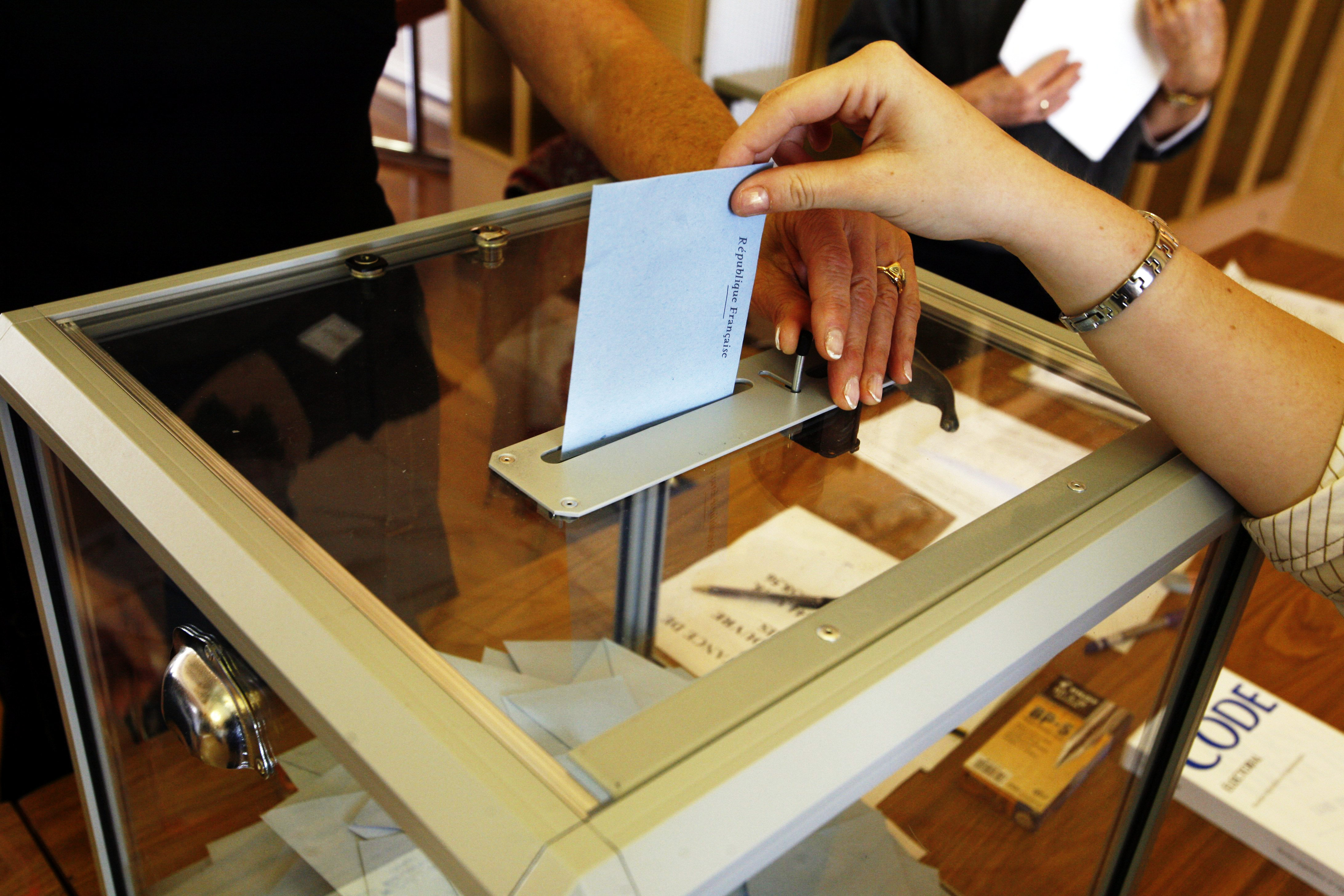
حوزه اخذ رای

انتخابات شهرداری‌های هلند (۲۰۱۸) در ۲۱ مارس انتخابات ۳۳۵ شهرداری هلند برگزار شد. این انتخابات شوراهای شهرداری‌های مناطق را برای چهار سال آینده تعیین کرد. انتخابات همزمان با همه‌پرسی خدمات اطلاعاتی امنیتی برگزار شد.
شهرداری آمستردام پایتخت هلند، به عنوان مثال دارای شورای مناطق با چهل و نه عضو است، ۱۰ نفر را از میان اعضای خود به عنوان هیئت مدیرهٔ شهر تعیین می‌کند. غالباً حزبی که در انتخابات اکثریت را به دست آورده، می‌تواند کلیه اعضای هیئت‌مدیره را از حزب خود انتخاب نماید. هیئت مدیره نیز شهردار را انتخاب می‌کند. اعضای شورای این شهر (اعضای شورای منطقه‌ها)، که هر چهار سال یک‌بار اعضای شورا از طریق انتخابات تعیین می‌شوند.

## تاریخچه
در انتخابات قبلی شهرداری، احزاب سیاسی محلی اکثریت آرا و کرسی‌ها را به دست آوردند. در سطح ملی، تمام احزاب سیاسی محلی ۲۸ درصد آرا و یک سوم کرسی‌های شهرداری را به دست آوردند. احزاب محلی از دهه ۱۹۹۰ شاهد افزایش قابل توجهی بوده‌اند. در سال ۲۰۱۸، ویله‌لند تنها شهرداری خواهد بود که هیچ‌کدام از احزاب سیاسی ملی درانتخابات آن شرکت نمی‌کنند.